# Marco Antonio Rodríguez Moreno
Marco Antonio Rodríguez Moreno (nascut a Ciutat de Mèxic, 10 de novembre del 1973), és un àrbitre de futbol mexicà. Rodríguez és àrbitre internacional FIFA des de 2000. Fins ara ha dirigit partits en grans esdeveniments com la Copa del Món 2006. El febrer del 2010 va ser assignat per arbitrar al Mundial 2010.
El març de 2013, la FIFA el va incloure en la llista de 52 àrbitres candidats per la Copa del Món de Futbol de 2014 al Brasil. El gener de 2014, la FIFA el va incloure a la llista definitiva d'àrbitres pel mundial.